# زوفیا ناؤکوفسکا
زوفیا ناؤکوفسکا (انگلیسی: Zofia Nałkowska; ۱۰ نوامبر ۱۸۸۴ – ۱۷ دسامبر ۱۹۵۴) نویسنده، نمایشنامه‌نویس، روزنامه‌نگار، شاعر، مقاله‌نویس، سیاستمدار، و نثرنویس اهل لهستان بود. او یکی از نویسندگان و نمایشنامه‌نویسان برجسته لهستان در دوره بین دو جنگ جهانی بود و تأثیر زیادی بر ادبیات این کشور داشت.
وی همچنین برندهٔ جوایزی همچون نشان دهمین سالگرد خلق لهستان شده است. او در دوره میان‌دوران جنگ به عنوان عضو اجرایی آکادمی ادبیات لهستان (۱۹۳۳–۱۹۳۹) خدمت کرد.

## زندگی‌نامه

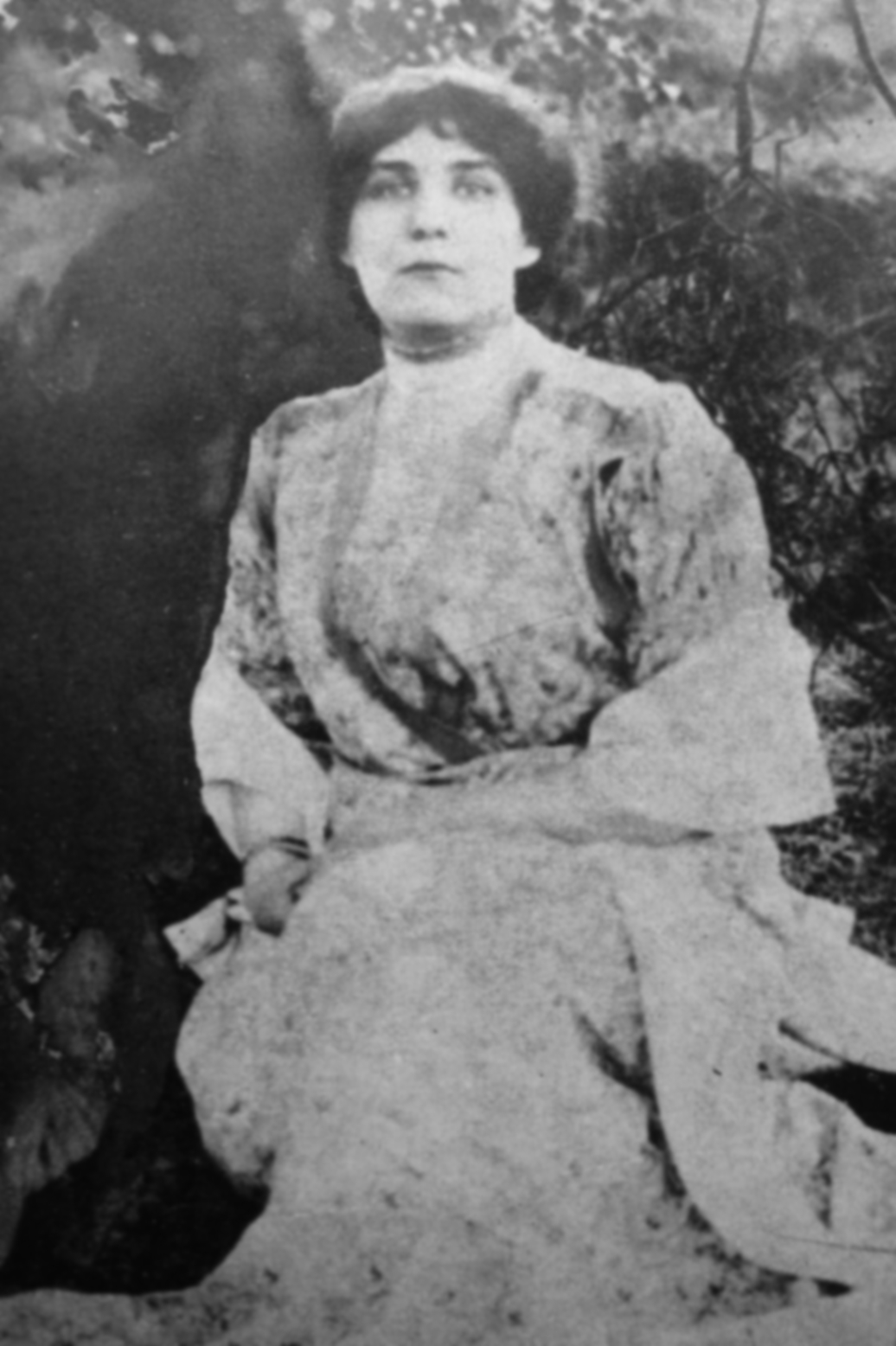
زوفیا نالکوفسکا در جوانی

نالکوفسکا در خانواده‌ای از روشنفکران به دنیا آمد که به مسائل عدالت اجتماعی علاقه‌مند بودند و در دانشگاه فلایینگ تحت تقسیم‌بندی روسی تحصیل کرد. پس از بازگشت لهستان به استقلال و تأسیس جمهوری دوم لهستان، او یکی از برجسته‌ترین نویسندگان فمینیست کشور شد که رمان‌ها، داستان‌های کوتاه و نمایشنامه‌هایی با ویژگی‌های اجتماعی‌گرایانه و عمق روان‌شناختی نوشت.

## تولیدات ادبی
اولین موفقیت ادبی نالکوفسکا، رمان رومانس ترز هِنرت (رومانس ترز هِنرت، ۱۹۲۳) بود که پس از آن رمان‌های محبوبی را منتشر کرد. او بیشتر به خاطر کتاب‌هایش گرانیکا (مرز، ۱۹۳۵)، وِزلی ژیچیا (پیوندهای زندگی، ۱۹۴۸) و مدالیونی (مدال‌ها, ۱۹۴۷) شناخته می‌شود.
در آثارش، نالکوفسکا با شجاعت به موضوعات دشوار و جنجالی پرداخته است، و در مقاله‌اش در سال ۱۹۳۲ به نام «سازماندهی اروتیسم» که در مجله ویادوموستی لیتراکی منتشر شد – معتبرترین مجله ادبی لهستان در آن زمان – اظهار داشت که:

... باید رویکردی عقلانی و حتی فکری به اروتیسم تشویق و تقویت شود، تا بتوان اروتیسم را در ارتباط با سایر جنبه‌های زندگی جامعه انسانی بررسی کرد. اروتیسم تنها یک موضوع خصوصی برای فرد نیست. این مسئله در همه حوزه‌های زندگی انسان تأثیرگذار است و نمی‌توان آن را از این حوزه‌ها جدا کرد و تنها به عنوان یک مسئله بیولوژیکی در نظر گرفت یا به آن بی‌احترامی کرد.

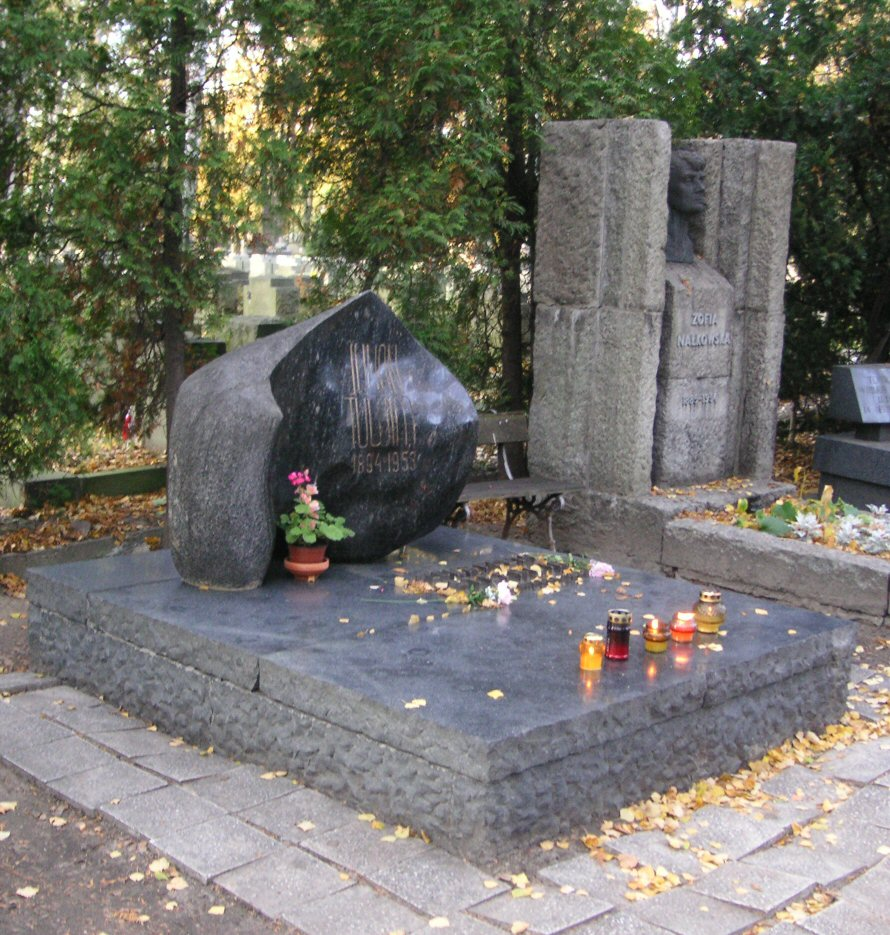
گورستان‌های یولیان توئیم (چپ) و زوفیا نالکوفسکا (راست) تزئین شده با مجسمه‌های برنزی تیره، در گورستان پوونسکوفسکی، ورشو

## قدردانی

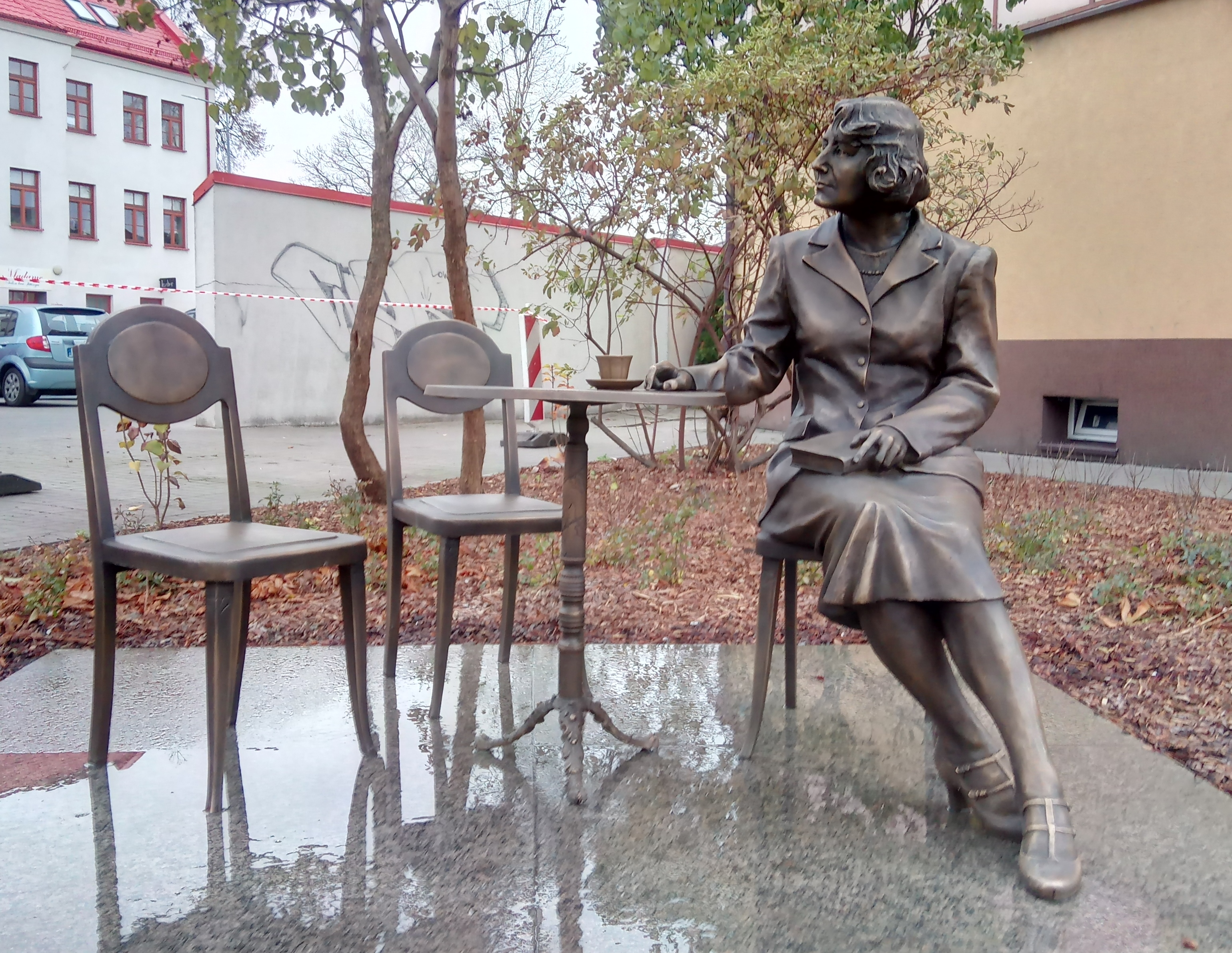
مقبره زوفیا نالکوفسکا در ووومین

در ۱۰ نوامبر ۲۰۱۴ گوگل با یک گوگل دودل تولد ۱۳۰ سالگی او را جشن گرفت.
از مه ۲۰۲۴، نسخه‌ای از دفتر خاطرات نالکوفسکا در نمایشگاه دائمی در کاخ مشترک‌المنافع در ورشو به نمایش گذاشته می‌شود.

## آثار
زوفیا نالکوفسکا یکی از برجسته‌ترین نویسندگان لهستانی قرن بیستم بود که آثار متنوع و تأثیرگذاری در زمینه‌های مختلف ادبیات از خود به جا گذاشت. او با نوشتن رمان‌ها، داستان‌های کوتاه و نمایشنامه‌ها به بررسی مسائل اجتماعی، روان‌شناختی و فمینیستی پرداخت. برخی از آثار مهم او شامل رمان‌های گرانیکا (مرز) و وِزلی ژیچیا (پیوندهای زندگی) است که در آن‌ها به تحلیل روابط انسانی و مشکلات اجتماعی می‌پردازد.
نالکوفسکا همچنین در زمینه داستان کوتاه نیز شناخته شده است، به‌ویژه با کتاب مدالیونی (مدال‌ها)، مجموعه‌ای از داستان‌های کوتاه که در آن‌ها به جنایات نازی‌ها علیه ملت لهستان پرداخته است. این مجموعه از مهم‌ترین آثار او در حوزه داستان کوتاه به‌شمار می‌رود.
در زمینه نمایشنامه نیز او آثاری مانند دوم کوبیت و دیِین یِگو پاوْروتو را نوشته است که موضوعات انسانی و اجتماعی را بررسی می‌کنند. آثار نالکوفسکا به دلیل برخورداری از عمق روان‌شناختی و نگاه انتقادی به جامعه، هنوز هم مورد توجه بسیاری از خوانندگان و محققان قرار دارند.
فهرست آثار

### رمان‌ها
- کوبیتی (زنان, ۱۹۰۶)، ترجمه شده توسط میشل هنری دیویکی، ۱۹۲۰
- کشیاژه (شازده, ۱۹۰۷)
- رووِیشنیتسِه (هم‌دوره‌ها, ۱۹۰۹)
- نارسیزا (۱۹۱۱)
- نوچ پودنیبنا (شب آسمانی, داستان کوتاه، ۱۹۱۱)
- وِزه ای روزه (مارها و گل‌ها, ۱۹۱۴)
- هراپیا امیل (کنت امیل, ۱۹۲۰)
- نا تورفویسکاخ (در باتلاق‌ها, ۱۹۲۲)
- رومانس ترز هِنرت (رومانس ترز هِنرت, ۱۹۲۳)، ترجمه شده توسط مگان توماس و اِوا مالاخوفسکا-پاسک، ۲۰۱۴
- دوم ناد لوکامی (خانه‌ای بر روی دشت‌ها, خودزندگینامه، ۱۹۲۵)
- چوکاس (۱۹۲۷)، ترجمه شده توسط اورسولا فیلیپس، ۲۰۱۴ (برنده جایزه Found in Translation Award 2015)
- نیدوبرامیلوش (عشق بد, ۱۹۲۸)
- گرانیکا (مرز, ۱۹۳۵)، ترجمه شده توسط اورسولا فیلیپس، ۲۰۱۶
- نیچیرپلیوی (بی‌صبری‌ها, ۱۹۳۸)
- وِزلی ژیچیا (پیوندهای زندگی, ۱۹۴۸)
- موی اویچ (پدرم, ۱۹۵۳)

### داستان‌های کوتاه
- مدالیونی (مدال‌ها، ۱۹۴۶)، مجموعه‌ای از ۸ داستان کوتاه دربارهٔ جنایت‌های نازی علیه ملت لهستان، ترجمه شده توسط دایانا کوپرل، ۲۰۰۰

### نمایشنامه‌ها
- دوم کوبیت (۱۹۳۰)
- دیِین یِگو پاوْروتو (۱۹۳۱) (روز بازگشت او, ترجمه شده توسط ماریا اسلومچانکا، اجرا شده در ۱۹۳۱)
- رناتا سلوچاْنسکا (۱۹۳۵)

## برای مطالعهٔ بیشتر
- از لباس‌های کورسِت تا کمونیسم: زندگی و زمانه‌های زوفیا نالکوفسکا نوشته جنی رابرتسون (انتشارات خیابان اسکاتلند، ۲۰۱۹)[۱]